# دولي: قصة شبح (رواية)
دولي: قصة شبح (بالإنجليزية: Dolly: A Ghost Story)‏ هي رواية للكاتبة البريطانية سوزان هيل، نشرت عام 2012، لأول مرة عن دار نشر بروفايل بوكس.

## تقديم
تدور أحداث القصة بشكل أساسي في منزل Iyot House المتدهور، في منطقة فينس الرطبة والموحشة في شرق إنجلترا، حيث يتم إرسال اليتيم إدوارد كايلي لقضاء الصيف مع عمته القاسية كيستريل وابنة عمه المدللة ليونورا. في عيد ميلاد ليونورا، تعتقد أنها ستحصل على دمية هندية جميلة من العروس الملكية؛ ولكن عندما تفتح هديتها، تصاب بغضب رهيب، وتطارد عواقبه نفسها وإدوارد لسنوات قادمة.